# Pax (chi nhện)
Pax là một chi nhện trong họ Zodariidae.

## Các loài
Các loài trong chi này gồm:
- Pax engediensis Levy, 1990
- Pax islamita (Simon, 1873)
- Pax libani (Simon, 1873) *
- Pax meadi (O. P.-Cambridge, 1872)
- Pax palmonii Levy, 1990